# Hail to the Thief
Hail to the Thief je šesté album skupiny Radiohead, které bylo vydáno v roce 2003.

## Seznam skladeb
| #  | Píseň                     | Délka | Autoři    |
| -- | ------------------------- | ----- | --------- |
| 01 | 2 + 2 = 5                 | 3:19  | Radiohead |
| 02 | Sit Down, Stand Up        | 4:19  | Radiohead |
| 03 | Sail to the Moon          | 4:18  | Radiohead |
| 04 | Backdrifts                | 5:22  | Radiohead |
| 05 | Go to Sleep               | 3:21  | Radiohead |
| 06 | Where I End and You Begin | 4:29  | Radiohead |
| 07 | We suck Young Blood       | 4:56  | Radiohead |
| 08 | The Gloaming              | 3:32  | Radiohead |
| 09 | There There               | 5:23  | Radiohead |
| 10 | I Will                    | 1:59  | Radiohead |
| 11 | A Punchup at a Wedding    | 4:57  | Radiohead |
| 12 | Myxomatosis               | 3:52  | Radiohead |
| 13 | Scatterbrain              | 3:21  | Radiohead |
| 14 | A Wolf at the Door        | 3:23  | Radiohead |